# Flugten (eksperimentalfilm)
 For alternative betydninger, se Flugten. (Se også artikler, som begynder med Flugten)
Flugten er en dansk eksperimentalfilm fra 1942 instrueret af Albert Mertz og Jørgen Roos. Filmen regnes for at være den første danske eksperimentalfilm. I 1948 blev filmen forsynet med en lydside - en trommesolo, som medvirker til at piske tempoet og angstfølelsen op.

## Handling
Filmen er et eksperiment i rytme og billedassociationer. Den skildrer en morders tanker og følelser under hans flugt.

## Medvirkende
- Robert Jacobsen
- Karen Margrethe Sterup-Hansen